# Eugenia principium
Eugenia principium es una especie de planta perteneciente a la familia de las mirtáceas. 

## Descripción
Son arbustos o árboles pequeños, que alcanza un tamaño de 3–10 m de alto; tallos jóvenes, hojas e inflorescencias pubescentes con tricomas erectos o recurvados. Hojas ovadas a elípticas, 2.5–6.5 cm de largo y 1.3–3.5 cm de ancho, ápice agudo a acuminado, base anchamente cuneada o redondeada, típicamente con tricomas recurvados a lo largo del nervio principal y el margen, de otro modo glabras en la haz, con tricomas recurvados, esparcidos en el envés. Racimos 0.1–0.3 cm de largo, glabros o con tricomas esparcidos, flores 4–8, pedicelos 6–14 mm de largo, bractéolas separadas, los márgenes y a veces el nervio medio ciliados, de otro modo glabras; hipanto globoso o urceolado, glabro o con algunos tricomas esparcidos; lobos del cáliz deltoides a ovados, 1–2 mm de largo, ápice agudo a redondeado, margen gruesamente ciliado, de otro modo glabros. Frutos globosos a elípticos, 7–8 mm de largo, glabros.

## Distribución y hábitat
Es una especie poco común, que se encuentra en bosques húmedos y nebliselvas, en la zona pacífica; a una altitud de 500–1200 metros; fl jun, fr jun–ene; desde México (Colima) a Panamá.

## Taxonomía
Eugenia principium fue descrita por Rogers McVaugh y publicado en Fieldiana, Botany 29(8): 451–452. 1963.
Etimología
Eugenia: nombre genérico otorgado en honor del  Príncipe Eugenio de Saboya.
principium: epíteto